# Diecezja Jales
Diecezja Jales (łac. Dioecesis Ialespolitanus) – diecezja Kościoła rzymskokatolickiego w Brazylii. Należy do metropolii São José do Rio Preto wchodzi w skład regionu kościelnego Sul 1. Została erygowana przez papieża Jana XXIII bullą Ecclesia sancta w dniu 12 grudnia 1959.